# Eleições legislativas portuguesas de 2025 no distrito de Coimbra
| Eleições legislativas portuguesas de 2025 Distritos: Aveiro \| Beja \| Braga \| Bragança \| Castelo Branco \| Coimbra \| Évora \| Faro \| Guarda \| Leiria \| Lisboa \| Portalegre \| Porto \| Santarém \| Setúbal \| Viana do Castelo \| Vila Real \| Viseu \| Açores \| Madeira \| Estrangeiro |

## Resultados por concelho
Os resultados nos concelhos do Distrito de Coimbra foram os seguintes:

### Arganil
| Partido                 | Partido                                  | Votos | %               | +/-  |
| ----------------------- | ---------------------------------------- | ----- | --------------- | ---- |
|                         | AD - Coligação PSD/CDS                   | 2 372 | 39,24 / 100,00  | 5,67 |
|                         | Partido Socialista                       | 1 774 | 29,35 / 100,00  | 5,56 |
|                         | Chega                                    | 1 029 | 17,02 / 100,00  | 2,08 |
|                         | Livre                                    | 160   | 2,65 / 100,00   | 0,65 |
|                         | Iniciativa Liberal                       | 149   | 2,46 / 100,00   | 0,15 |
|                         | Alternativa Democrática Nacional         | 96    | 1,59 / 100,00   | 0,33 |
|                         | Bloco de Esquerda                        | 96    | 1,59 / 100,00   | 1,97 |
|                         | Pessoas–Animais–Natureza                 | 72    | 1,19 / 100,00   | 0,34 |
|                         | Coligação Democrática Unitária (PCP-PEV) | 67    | 1,11 / 100,00   | 0,76 |
|                         | Outros (com menos de 1,00%)              | 50    | 0,82 / 100,00   |      |
| Votos Inválidos         | Votos Inválidos                          | 180   | 2,98 / 100,00   | 0,16 |
| Total                   | Total                                    | 6 045 | 100,00 / 100,00 |      |
| Eleitorado/Participação | Eleitorado/Participação                  | 9 777 | 61,83 / 100,00  | 2,96 |

| Freguesia                   | %     | %     | %     | %    | %    | %    | %    | %    | %    | Votantes | Taxa de Participação |
| Freguesia                   | AD    | PS    | CH    | L    | IL   | ADN  | BE   | PAN  | CDU  | Votantes | Taxa de Participação |
| --------------------------- | ----- | ----- | ----- | ---- | ---- | ---- | ---- | ---- | ---- | -------- | -------------------- |
| Freguesia                   |       |       |       |      |      |      |      |      |      | Votantes | Taxa de Participação |
| Arganil                     | 38,65 | 26,54 | 19,25 | 3,99 | 3,06 | 1,22 | 1,41 | 1,56 | 0,97 | 2 057    | 59,71                |
| Benfeita                    | 52,57 | 29,14 | 12,00 | 1,14 | 1,71 | 0    | 0,57 | 1,14 | 0    | 175      | 58,92                |
| Celavisa                    | 45,36 | 32,99 | 11,34 | 0    | 1,03 | 1,03 | 1,03 | 3,09 | 0    | 97       | 72,39                |
| Cepos e Teixeira            | 34,75 | 31,36 | 14,41 | 1,69 | 1,69 | 1,69 | 3,39 | 0,85 | 1,69 | 118      | 62,43                |
| Cerdeira e Moura da Serra   | 49,56 | 29,65 | 11,50 | 1,33 | 1,77 | 1,77 | 0,88 | 0    | 0,88 | 226      | 71,07                |
| Coja e Barril de Alva       | 30,29 | 42,29 | 15,09 | 1,65 | 1,98 | 1,21 | 1,87 | 0,88 | 1,10 | 908      | 63,94                |
| Folques                     | 26,46 | 49,21 | 12,70 | 3,70 | 1,59 | 0,53 | 1,59 | 0,53 | 0,53 | 189      | 68,23                |
| Piódão                      | 47,76 | 14,93 | 19,40 | 1,49 | 4,48 | 1,49 | 4,48 | 1,49 | 4,48 | 67       | 53,17                |
| Pomares                     | 28,86 | 40,24 | 19,51 | 0    | 2,44 | 0    | 2,44 | 1,22 | 2,85 | 246      | 68,52                |
| Pombeiro da Beira           | 46,02 | 23,61 | 17,35 | 2,17 | 1,20 | 2,17 | 0,72 | 0,72 | 1,69 | 415      | 54,97                |
| São Martinho da Cortiça     | 48,41 | 16,08 | 17,30 | 3,19 | 3,64 | 3,19 | 1,21 | 1,37 | 0,76 | 659      | 57,45                |
| Sarzedo                     | 51,92 | 14,29 | 18,13 | 1,10 | 2,47 | 2,75 | 2,47 | 0,82 | 1,10 | 364      | 67,91                |
| Secarias                    | 28,51 | 33,03 | 19,91 | 4,52 | 1,81 | 3,17 | 2,26 | 0,90 | 1,81 | 221      | 67,17                |
| Vila Cova de Alva e Anceriz | 32,34 | 41,58 | 13,20 | 1,32 | 1,32 | 1,32 | 1,65 | 1,32 | 0,66 | 303      | 68,09                |
| Arganil                     | 39,24 | 29,35 | 17,02 | 2,65 | 2,46 | 1,59 | 1,59 | 1,19 | 1,11 | 6 045    | 61,83                |

### Cantanhede
| Partido                 | Partido                                  | Votos  | %               | +/-  |
| ----------------------- | ---------------------------------------- | ------ | --------------- | ---- |
|                         | AD - Coligação PSD/CDS                   | 7 945  | 40,65 / 100,00  | 2,82 |
|                         | Chega                                    | 4 456  | 22,80 / 100,00  | 3,37 |
|                         | Partido Socialista                       | 3 816  | 19,53 / 100,00  | 4,98 |
|                         | Iniciativa Liberal                       | 883    | 4,52 / 100,00   | 0,52 |
|                         | Livre                                    | 565    | 2,89 / 100,00   | 1,02 |
|                         | Alternativa Democrática Nacional         | 405    | 2,07 / 100,00   | 0,66 |
|                         | Bloco de Esquerda                        | 270    | 1,38 / 100,00   | 2,41 |
|                         | Coligação Democrática Unitária (PCP-PEV) | 214    | 1,09 / 100,00   | 0,24 |
|                         | Pessoas–Animais–Natureza                 | 195    | 1,00 / 100,00   | 0,35 |
|                         | Outros (com menos de 1,00%)              | 154    | 0,79 / 100,00   |      |
| Votos Inválidos         | Votos Inválidos                          | 641    | 3,28 / 100,00   | 0,18 |
| Total                   | Total                                    | 19 544 | 100,00 / 100,00 |      |
| Eleitorado/Participação | Eleitorado/Participação                  | 34 080 | 57,35 / 100,00  | 2,10 |

| Freguesia                    | %     | %     | %     | %    | %    | %    | %    | %    | %    | Votantes | Taxa de Participação |
| Freguesia                    | AD    | CH    | PS    | IL   | L    | ADN  | BE   | CDU  | PAN  | Votantes | Taxa de Participação |
| ---------------------------- | ----- | ----- | ----- | ---- | ---- | ---- | ---- | ---- | ---- | -------- | -------------------- |
| Freguesia                    |       |       |       |      |      |      |      |      |      | Votantes | Taxa de Participação |
| Ançã                         | 28,54 | 20,56 | 29,48 | 4,38 | 4,61 | 1,02 | 1,72 | 3,45 | 1,49 | 1 279    | 54,92                |
| Cadima                       | 42,78 | 25,95 | 15,34 | 3,95 | 2,72 | 3,11 | 1,49 | 0,91 | 0,52 | 1 545    | 57,95                |
| Cantanhede e Pocariça        | 37,86 | 21,94 | 20,50 | 6,06 | 4,04 | 1,37 | 1,68 | 1,09 | 1,21 | 5 050    | 60,92                |
| Cordinhã                     | 35,91 | 26,80 | 26,29 | 3,09 | 1,72 | 0,52 | 1,37 | 0,86 | 0,69 | 582      | 58,85                |
| Covões e Camarneira          | 57,43 | 19,50 | 10,83 | 3,06 | 0,76 | 2,87 | 0,64 | 0,38 | 1,02 | 1 569    | 49,86                |
| Febres                       | 46,27 | 22,39 | 17,01 | 3,52 | 1,55 | 3,34 | 0,84 | 0,60 | 0,90 | 1 675    | 48,96                |
| Murtede                      | 36,03 | 19,43 | 25,82 | 4,82 | 3,26 | 1,70 | 1,84 | 1,13 | 1,42 | 705      | 54,48                |
| Ourentã                      | 37,97 | 21,04 | 24,05 | 4,27 | 3,80 | 1,90 | 1,27 | 1,58 | 0,95 | 632      | 55,20                |
| Portunhos e Outil            | 32,74 | 20,66 | 27,45 | 4,34 | 4,25 | 1,04 | 2,26 | 1,70 | 1,13 | 1 060    | 59,92                |
| Sanguinheira                 | 38,89 | 27,35 | 13,09 | 5,92 | 2,62 | 4,07 | 1,65 | 0,39 | 0,87 | 1 031    | 61,55                |
| São Caetano                  | 52,70 | 18,99 | 13,41 | 3,54 | 1,86 | 1,86 | 1,30 | 0,56 | 0,37 | 537      | 68,41                |
| Sepins e Bolho               | 42,93 | 21,31 | 20,00 | 3,54 | 1,82 | 2,53 | 1,11 | 0,71 | 1,11 | 990      | 55,96                |
| Tocha                        | 38,03 | 27,63 | 20,07 | 3,39 | 2,36 | 2,11 | 0,93 | 0,98 | 0,64 | 2 038    | 59,92                |
| Vilamar e Corticeiro de Cima | 46,65 | 23,50 | 14,10 | 5,17 | 2,00 | 1,88 | 1,06 | 0,71 | 1,06 | 851      | 60,74                |
| Cantanhede                   | 40,65 | 22,80 | 19,53 | 4,52 | 2,89 | 2,07 | 1,38 | 1,09 | 1,00 | 19 544   | 57,35                |

### Coimbra
| Partido                 | Partido                                  | Votos   | %               | +/-  |
| ----------------------- | ---------------------------------------- | ------- | --------------- | ---- |
|                         | AD - Coligação PSD/CDS                   | 26 652  | 32,79 / 100,00  | 2,44 |
|                         | Partido Socialista                       | 24 193  | 29,76 / 100,00  | 4,07 |
|                         | Chega                                    | 11 514  | 14,16 / 100,00  | 2,81 |
|                         | Livre                                    | 4 531   | 5,57 / 100,00   | 1,60 |
|                         | Iniciativa Liberal                       | 4 487   | 5,52 / 100,00   | 0,83 |
|                         | Coligação Democrática Unitária (PCP-PEV) | 2 892   | 3,56 / 100,00   | 0,13 |
|                         | Bloco de Esquerda                        | 2 255   | 2,77 / 100,00   | 3,55 |
|                         | Pessoas–Animais–Natureza                 | 1 129   | 1,39 / 100,00   | 0,33 |
|                         | Alternativa Democrática Nacional         | 896     | 1,10 / 100,00   | 0,36 |
|                         | Outros (com menos de 1,00%)              | 601     | 0,73 / 100,00   |      |
| Votos Inválidos         | Votos Inválidos                          | 2 139   | 2,63 / 100,00   | 0,03 |
| Total                   | Total                                    | 81 289  | 100,00 / 100,00 |      |
| Eleitorado/Participação | Eleitorado/Participação                  | 124 214 | 65,44 / 100,00  | 2,81 |

| Freguesia                                      | %     | %     | %     | %    | %    | %    | %    | %    | %    | Votantes | Taxa de Participação |
| Freguesia                                      | AD    | PS    | CH    | L    | IL   | CDU  | BE   | PAN  | ADN  | Votantes | Taxa de Participação |
| ---------------------------------------------- | ----- | ----- | ----- | ---- | ---- | ---- | ---- | ---- | ---- | -------- | -------------------- |
| Freguesia                                      |       |       |       |      |      |      |      |      |      | Votantes | Taxa de Participação |
| Almalaguês                                     | 29,34 | 36,70 | 13,85 | 3,95 | 3,58 | 3,34 | 3,04 | 0,49 | 1,46 | 1 646    | 63,31                |
| Antuzede e Vil de Matos                        | 25,31 | 32,92 | 23,71 | 2,83 | 3,56 | 2,64 | 2,52 | 0,74 | 1,66 | 1 628    | 61,55                |
| Assafarge e Antanhol                           | 34,78 | 27,63 | 15,84 | 4,55 | 5,64 | 2,82 | 2,26 | 1,07 | 1,29 | 3 189    | 69,22                |
| Brasfemes                                      | 25,42 | 32,39 | 19,40 | 3,90 | 4,79 | 5,44 | 2,27 | 0,89 | 1,70 | 1 232    | 69,76                |
| Ceira                                          | 28,87 | 30,09 | 18,03 | 4,98 | 4,42 | 4,81 | 2,43 | 1,00 | 1,83 | 1 808    | 58,91                |
| Cernache                                       | 32,60 | 29,29 | 17,42 | 4,03 | 4,32 | 3,18 | 2,37 | 1,36 | 1,27 | 2 359    | 68,98                |
| Eiras e São Paulo de Frades                    | 28,77 | 31,54 | 17,33 | 4,74 | 4,85 | 3,69 | 2,82 | 1,96 | 0,99 | 9 812    | 64,14                |
| Santa Clara e Castelo Viegas                   | 34,27 | 28,68 | 11,68 | 6,61 | 5,85 | 3,25 | 2,85 | 2,19 | 1,09 | 6 764    | 66,60                |
| Santo António dos Olivais                      | 38,42 | 28,10 | 8,02  | 7,28 | 7,08 | 3,63 | 2,75 | 1,25 | 0,73 | 24 916   | 69,61                |
| São João do Campo                              | 22,16 | 30,28 | 24,56 | 2,29 | 3,85 | 7,49 | 2,29 | 0,94 | 2,91 | 961      | 57,58                |
| São Martinho de Árvore e Lamarosa              | 28,35 | 24,28 | 29,07 | 2,82 | 3,54 | 2,56 | 2,23 | 1,12 | 2,17 | 1 524    | 60,50                |
| São Martinho do Bispo e Ribeira de Frades      | 29,90 | 31,19 | 16,82 | 5,10 | 5,15 | 3,00 | 2,84 | 1,48 | 1,17 | 8 641    | 64,37                |
| São Silvestre                                  | 25,06 | 30,51 | 25,00 | 4,17 | 3,27 | 2,88 | 2,24 | 1,03 | 0,71 | 1 560    | 61,64                |
| Sé Nova, Santa Cruz, Almedina e São Bartolomeu | 36,24 | 28,32 | 10,14 | 6,47 | 5,40 | 4,04 | 4,41 | 1,23 | 0,82 | 7 171    | 58,94                |
| Souselas e Botão                               | 27,85 | 30,45 | 24,38 | 2,43 | 3,71 | 3,55 | 1,56 | 1,20 | 1,60 | 2 506    | 63,11                |
| Taveiro, Ameal e Arzila                        | 23,02 | 35,00 | 19,83 | 4,70 | 4,74 | 3,32 | 2,41 | 1,42 | 1,59 | 2 320    | 66,23                |
| Torres do Mondego                              | 24,94 | 34,02 | 15,68 | 3,43 | 4,63 | 7,11 | 2,31 | 1,46 | 2,40 | 1 167    | 62,21                |
| Trouxemil e Torre de Vilela                    | 28,20 | 31,94 | 20,53 | 3,41 | 3,98 | 2,88 | 1,73 | 1,20 | 1,44 | 2 085    | 65,14                |
| Coimbra                                        | 32,79 | 29,76 | 14,16 | 5,57 | 5,52 | 3,56 | 2,77 | 1,39 | 1,10 | 81 289   | 65,44                |

### Condeixa-a-Nova
| Partido                 | Partido                                  | Votos  | %               | +/-  |
| ----------------------- | ---------------------------------------- | ------ | --------------- | ---- |
|                         | AD - Coligação PSD/CDS                   | 3 045  | 31,09 / 100,00  | 5,53 |
|                         | Partido Socialista                       | 2 744  | 28,02 / 100,00  | 5,29 |
|                         | Chega                                    | 1 759  | 17,96 / 100,00  | 1,73 |
|                         | Livre                                    | 529    | 5,40 / 100,00   | 2,25 |
|                         | Iniciativa Liberal                       | 510    | 5,21 / 100,00   | 0,01 |
|                         | Bloco de Esquerda                        | 273    | 2,79 / 100,00   | 3,72 |
|                         | Coligação Democrática Unitária (PCP-PEV) | 246    | 2,51 / 100,00   | 0,51 |
|                         | Alternativa Democrática Nacional         | 159    | 1,62 / 100,00   | 0,63 |
|                         | Pessoas–Animais–Natureza                 | 106    | 1,08 / 100,00   | 0,73 |
|                         | Outros (com menos de 1,00%)              | 78     | 0,78 / 100,00   |      |
| Votos Inválidos         | Votos Inválidos                          | 345    | 3,52 / 100,00   | 0,24 |
| Total                   | Total                                    | 9 794  | 100,00 / 100,00 |      |
| Eleitorado/Participação | Eleitorado/Participação                  | 14 778 | 66,27 / 100,00  | 3,36 |

| Freguesia                          | %     | %     | %     | %    | %    | %    | %    | %    | %    | Votantes | Taxa de Participação |
| Freguesia                          | AD    | PS    | CH    | L    | IL   | BE   | CDU  | ADN  | PAN  | Votantes | Taxa de Participação |
| ---------------------------------- | ----- | ----- | ----- | ---- | ---- | ---- | ---- | ---- | ---- | -------- | -------------------- |
| Freguesia                          |       |       |       |      |      |      |      |      |      | Votantes | Taxa de Participação |
| Anobra                             | 23,00 | 34,08 | 22,58 | 4,07 | 3,93 | 2,10 | 2,95 | 2,24 | 1,12 | 713      | 64,76                |
| Condeixa-a-Velha e Condeixa-a-Nova | 33,05 | 25,70 | 17,67 | 6,00 | 5,75 | 2,99 | 2,44 | 1,41 | 1,23 | 4 883    | 64,92                |
| Ega                                | 30,31 | 30,11 | 17,99 | 4,66 | 4,93 | 3,13 | 1,80 | 2,20 | 0,87 | 1 501    | 64,75                |
| Furadouro                          | 25,00 | 26,09 | 23,91 | 2,17 | 7,61 | 3,26 | 0    | 3,26 | 0    | 92       | 53,18                |
| Sebal e Belide                     | 30,20 | 28,53 | 17,46 | 5,51 | 5,28 | 1,67 | 2,89 | 1,39 | 1,28 | 1 798    | 72,06                |
| Vila Seca e Bem da Fé              | 30,46 | 32,87 | 13,94 | 4,65 | 2,75 | 5,16 | 3,27 | 1,72 | 0,17 | 581      | 69,66                |
| Zambujal                           | 30,53 | 29,20 | 21,24 | 3,98 | 3,98 | 0,88 | 3,54 | 1,33 | 0,44 | 226      | 67,26                |
| Condeixa-a-Nova                    | 31,09 | 28,02 | 17,96 | 5,40 | 5,21 | 2,79 | 2,51 | 1,62 | 1,08 | 9 794    | 66,27                |

### Figueira da Foz
| Partido                 | Partido                                  | Votos  | %               | +/-  |
| ----------------------- | ---------------------------------------- | ------ | --------------- | ---- |
|                         | AD - Coligação PSD/CDS                   | 10 387 | 31,27 / 100,00  | 3,60 |
|                         | Partido Socialista                       | 8 560  | 25,77 / 100,00  | 5,49 |
|                         | Chega                                    | 7 469  | 22,48 / 100,00  | 3,79 |
|                         | Iniciativa Liberal                       | 1 432  | 4,31 / 100,00   | 0,43 |
|                         | Livre                                    | 1 335  | 4,02 / 100,00   | 1,11 |
|                         | Coligação Democrática Unitária (PCP-PEV) | 878    | 2,64 / 100,00   | 0,60 |
|                         | Bloco de Esquerda                        | 733    | 2,21 / 100,00   | 3,16 |
|                         | Alternativa Democrática Nacional         | 595    | 1,79 / 100,00   | 0,80 |
|                         | Pessoas–Animais–Natureza                 | 523    | 1,57 / 100,00   | 0,28 |
|                         | Outros (com menos de 1,00%)              | 289    | 0,87 / 100,00   |      |
| Votos Inválidos         | Votos Inválidos                          | 1 021  | 3,08 / 100,00   | 0,05 |
| Total                   | Total                                    | 33 222 | 100,00 / 100,00 |      |
| Eleitorado/Participação | Eleitorado/Participação                  | 54 388 | 61,08 / 100,00  | 2,64 |

| Freguesia            | %     | %     | %     | %    | %    | %    | %    | %    | %    | Votantes | Taxa de Participação |
| Freguesia            | AD    | PS    | CH    | IL   | L    | CDU  | BE   | ADN  | PAN  | Votantes | Taxa de Participação |
| -------------------- | ----- | ----- | ----- | ---- | ---- | ---- | ---- | ---- | ---- | -------- | -------------------- |
| Freguesia            |       |       |       |      |      |      |      |      |      | Votantes | Taxa de Participação |
| Alhadas              | 25,66 | 30,34 | 24,91 | 3,62 | 3,17 | 2,34 | 2,34 | 1,41 | 1,76 | 2 268    | 59,81                |
| Alqueidão            | 31,63 | 25,69 | 21,06 | 4,51 | 2,43 | 2,55 | 3,24 | 2,31 | 0,81 | 864      | 62,75                |
| Bom Sucesso          | 31,40 | 21,04 | 32,14 | 2,64 | 2,01 | 1,27 | 1,48 | 2,54 | 1,06 | 946      | 54,94                |
| Buarcos e São Julião | 34,14 | 25,79 | 18,14 | 5,21 | 4,88 | 2,79 | 2,31 | 1,60 | 1,75 | 10 541   | 60,58                |
| Ferreira-a-Nova      | 33,70 | 25,92 | 26,00 | 2,17 | 2,84 | 0,75 | 0,84 | 2,59 | 1,51 | 1 196    | 60,04                |
| Lavos                | 33,75 | 23,60 | 23,39 | 4,02 | 3,81 | 2,22 | 2,01 | 1,85 | 1,55 | 1 941    | 61,19                |
| Maiorca              | 23,49 | 30,65 | 28,09 | 2,64 | 2,71 | 3,69 | 1,96 | 1,88 | 0,98 | 1 328    | 61,82                |
| Marinha das Ondas    | 29,29 | 25,29 | 28,37 | 2,62 | 2,56 | 1,11 | 1,97 | 2,29 | 1,31 | 1 526    | 58,76                |
| Moinhos da Gândara   | 32,03 | 24,41 | 24,75 | 3,05 | 2,03 | 0,34 | 2,03 | 2,88 | 1,02 | 590      | 58,42                |
| Paião                | 40,57 | 24,40 | 18,18 | 4,03 | 2,64 | 0,88 | 1,82 | 2,14 | 1,13 | 1 590    | 64,01                |
| Quiaios              | 29,48 | 26,34 | 24,76 | 4,02 | 2,20 | 2,07 | 1,89 | 2,39 | 1,19 | 1 591    | 59,50                |
| São Pedro            | 24,17 | 27,78 | 30,33 | 2,41 | 3,47 | 2,76 | 2,55 | 1,98 | 0,99 | 1 411    | 54,90                |
| Tavarede             | 31,42 | 23,13 | 21,89 | 5,55 | 5,62 | 3,17 | 2,48 | 1,26 | 1,87 | 5 894    | 66,03                |
| Vila Verde           | 20,90 | 30,27 | 25,26 | 3,32 | 3,71 | 6,77 | 2,34 | 2,08 | 2,21 | 1 536    | 60,86                |
| Figueira da Foz      | 31,27 | 25,77 | 22,48 | 4,31 | 4,02 | 2,64 | 2,21 | 1,79 | 1,57 | 33 222   | 61,08                |

### Góis
| Partido                 | Partido                                  | Votos | %               | +/-  |
| ----------------------- | ---------------------------------------- | ----- | --------------- | ---- |
|                         | AD - Coligação PSD/CDS                   | 830   | 38,62 / 100,00  | 5,05 |
|                         | Partido Socialista                       | 661   | 30,76 / 100,00  | 5,52 |
|                         | Chega                                    | 328   | 15,26 / 100,00  | 1,47 |
|                         | Bloco de Esquerda                        | 57    | 2,65 / 100,00   | 1,45 |
|                         | Iniciativa Liberal                       | 53    | 2,47 / 100,00   | 0,22 |
|                         | Livre                                    | 43    | 2,00 / 100,00   | 1,01 |
|                         | Alternativa Democrática Nacional         | 41    | 1,91 / 100,00   | 0,69 |
|                         | Pessoas–Animais–Natureza                 | 25    | 1,16 / 100,00   | 0,15 |
|                         | Coligação Democrática Unitária (PCP-PEV) | 24    | 1,12 / 100,00   | 0,68 |
|                         | Outros (com menos de 1,00%)              | 18    | 0,84 / 100,00   |      |
| Votos Inválidos         | Votos Inválidos                          | 69    | 3,21 / 100,00   | 0,08 |
| Total                   | Total                                    | 2 149 | 100,00 / 100,00 |      |
| Eleitorado/Participação | Eleitorado/Participação                  | 3 373 | 63,71 / 100,00  | 1,82 |

| Freguesia          | %     | %     | %     | %    | %    | %    | %    | %    | %    | Votantes | Taxa de Participação |
| Freguesia          | AD    | PS    | CH    | BE   | IL   | L    | ADN  | PAN  | CDU  | Votantes | Taxa de Participação |
| ------------------ | ----- | ----- | ----- | ---- | ---- | ---- | ---- | ---- | ---- | -------- | -------------------- |
| Freguesia          |       |       |       |      |      |      |      |      |      | Votantes | Taxa de Participação |
| Alvares            | 44,44 | 28,57 | 15,87 | 0,79 | 0,53 | 1,06 | 2,65 | 1,59 | 0,79 | 378      | 65,06                |
| Cadafaz e Colmeal  | 31,79 | 41,06 | 16,56 | 1,99 | 2,65 | 0,66 | 1,99 | 0    | 1,32 | 151      | 56,98                |
| Góis               | 39,67 | 28,89 | 14,58 | 3,35 | 3,26 | 2,08 | 1,90 | 0,63 | 1,09 | 1 104    | 64,34                |
| Vila Nova do Ceira | 34,11 | 33,33 | 15,89 | 2,71 | 2,13 | 2,91 | 1,36 | 2,33 | 1,36 | 516      | 63,63                |
| Góis               | 38,62 | 30,76 | 15,26 | 2,65 | 2,47 | 2,00 | 1,91 | 1,16 | 1,12 | 2 149    | 63,71                |

### Lousã
| Partido                 | Partido                                  | Votos  | %               | +/-  |
| ----------------------- | ---------------------------------------- | ------ | --------------- | ---- |
|                         | AD - Coligação PSD/CDS                   | 3 047  | 31,59 / 100,00  | 4,71 |
|                         | Partido Socialista                       | 2 762  | 28,64 / 100,00  | 5,90 |
|                         | Chega                                    | 1 855  | 19,23 / 100,00  | 3,35 |
|                         | Livre                                    | 427    | 4,43 / 100,00   | 1,36 |
|                         | Iniciativa Liberal                       | 384    | 3,98 / 100,00   | 0,49 |
|                         | Bloco de Esquerda                        | 279    | 2,89 / 100,00   | 3,65 |
|                         | Coligação Democrática Unitária (PCP-PEV) | 185    | 1,92 / 100,00   | 0,04 |
|                         | Alternativa Democrática Nacional         | 154    | 1,60 / 100,00   | 0,59 |
|                         | Pessoas–Animais–Natureza                 | 154    | 1,60 / 100,00   | 0,38 |
|                         | Outros (com menos de 1,00%)              | 66     | 0,69 / 100,00   |      |
| Votos Inválidos         | Votos Inválidos                          | 332    | 3,45 / 100,00   | 0,33 |
| Total                   | Total                                    | 9 645  | 100,00 / 100,00 |      |
| Eleitorado/Participação | Eleitorado/Participação                  | 15 355 | 62,81 / 100,00  | 2,89 |

| Freguesia                      | %     | %     | %     | %    | %    | %    | %    | %    | %    | Votantes | Taxa de Participação |
| Freguesia                      | AD    | PS    | CH    | L    | IL   | BE   | CDU  | ADN  | PAN  | Votantes | Taxa de Participação |
| ------------------------------ | ----- | ----- | ----- | ---- | ---- | ---- | ---- | ---- | ---- | -------- | -------------------- |
| Freguesia                      |       |       |       |      |      |      |      |      |      | Votantes | Taxa de Participação |
| Foz de Arouce e Casal de Ermio | 40,00 | 20,93 | 19,87 | 3,58 | 4,24 | 2,38 | 1,19 | 1,72 | 1,99 | 755      | 65,09                |
| Gândaras                       | 24,89 | 31,56 | 24,58 | 2,88 | 3,49 | 2,88 | 1,21 | 2,73 | 0,91 | 659      | 60,29                |
| Lousã e Vilarinho              | 30,88 | 29,29 | 18,81 | 4,66 | 4,05 | 3,08 | 2,02 | 1,50 | 1,62 | 7 279    | 62,77                |
| Serpins                        | 34,98 | 27,73 | 18,28 | 4,41 | 3,57 | 1,89 | 2,21 | 1,47 | 1,58 | 952      | 63,26                |
| Lousã                          | 31,59 | 28,64 | 19,23 | 4,43 | 3,98 | 2,89 | 1,92 | 1,60 | 1,60 | 9 645    | 62,81                |

### Mira
| Partido                 | Partido                          | Votos  | %               | +/-  |
| ----------------------- | -------------------------------- | ------ | --------------- | ---- |
|                         | AD - Coligação PSD/CDS           | 2 758  | 39,55 / 100,00  | 2,54 |
|                         | Chega                            | 1 606  | 23,03 / 100,00  | 4,25 |
|                         | Partido Socialista               | 1 534  | 22,00 / 100,00  | 4,71 |
|                         | Iniciativa Liberal               | 317    | 4,55 / 100,00   | 0,76 |
|                         | Livre                            | 169    | 2,42 / 100,00   | 0,68 |
|                         | Alternativa Democrática Nacional | 144    | 2,07 / 100,00   | 0,78 |
|                         | Bloco de Esquerda                | 95     | 1,36 / 100,00   | 2,35 |
|                         | Outros (com menos de 1,00%)      | 148    | 2,10 / 100,00   |      |
| Votos Inválidos         | Votos Inválidos                  | 202    | 2,90 / 100,00   | 0,67 |
| Total                   | Total                            | 6 973  | 100,00 / 100,00 |      |
| Eleitorado/Participação | Eleitorado/Participação          | 12 616 | 55,27 / 100,00  | 1,59 |

| Freguesia     | %     | %     | %     | %    | %    | %    | %    | Votantes | Taxa de Participação |
| Freguesia     | AD    | CH    | PS    | IL   | L    | ADN  | BE   | Votantes | Taxa de Participação |
| ------------- | ----- | ----- | ----- | ---- | ---- | ---- | ---- | -------- | -------------------- |
| Freguesia     |       |       |       |      |      |      |      | Votantes | Taxa de Participação |
| Carapelhos    | 55,45 | 20,91 | 9,55  | 3,64 | 1,36 | 2,73 | 0,91 | 440      | 55,00                |
| Mira          | 39,83 | 23,14 | 21,66 | 4,23 | 2,57 | 2,01 | 1,48 | 3 924    | 57,37                |
| Praia de Mira | 29,53 | 25,44 | 28,92 | 5,41 | 2,32 | 1,93 | 1,60 | 1 812    | 52,23                |
| Seixo         | 52,20 | 18,19 | 14,81 | 4,67 | 2,51 | 2,26 | 0,50 | 797      | 52,89                |
| Mira          | 39,55 | 23,03 | 22,00 | 4,55 | 2,42 | 2,07 | 1,36 | 6 973    | 55,27                |

### Miranda do Corvo
| Partido                 | Partido                                  | Votos  | %               | +/-  |
| ----------------------- | ---------------------------------------- | ------ | --------------- | ---- |
|                         | AD - Coligação PSD/CDS                   | 2 136  | 33,02 / 100,00  | 6,53 |
|                         | Partido Socialista                       | 2 045  | 31,62 / 100,00  | 8,26 |
|                         | Chega                                    | 1 107  | 17,12 / 100,00  | 2,57 |
|                         | Iniciativa Liberal                       | 234    | 3,62 / 100,00   | 0,47 |
|                         | Livre                                    | 180    | 2,78 / 100,00   | 0,87 |
|                         | Coligação Democrática Unitária (PCP-PEV) | 139    | 2,15 / 100,00   | 0,53 |
|                         | Bloco de Esquerda                        | 137    | 2,12 / 100,00   | 2,35 |
|                         | Alternativa Democrática Nacional         | 121    | 1,87 / 100,00   | 0,99 |
|                         | Pessoas–Animais–Natureza                 | 72     | 1,11 / 100,00   | 0,43 |
|                         | Outros (com menos de 1,00%)              | 48     | 0,75 / 100,00   |      |
| Votos Inválidos         | Votos Inválidos                          | 249    | 3,85 / 100,00   | 0,36 |
| Total                   | Total                                    | 6 468  | 100,00 / 100,00 |      |
| Eleitorado/Participação | Eleitorado/Participação                  | 10 691 | 60,50 / 100,00  | 4,20 |

| Freguesia         | %     | %     | %     | %    | %    | %    | %    | %    | %    | Votantes | Taxa de Participação |
| Freguesia         | AD    | PS    | CH    | IL   | L    | CDU  | BE   | ADN  | PAN  | Votantes | Taxa de Participação |
| ----------------- | ----- | ----- | ----- | ---- | ---- | ---- | ---- | ---- | ---- | -------- | -------------------- |
| Freguesia         |       |       |       |      |      |      |      |      |      | Votantes | Taxa de Participação |
| Lamas             | 37,53 | 32,93 | 14,04 | 3,39 | 2,42 | 1,69 | 0,48 | 2,91 | 1,21 | 413      | 62,48                |
| Miranda do Corvo  | 30,85 | 32,18 | 16,61 | 4,15 | 3,03 | 2,58 | 2,79 | 1,89 | 1,30 | 3 757    | 59,76                |
| Semide e Rio Vide | 36,09 | 29,39 | 19,22 | 2,74 | 2,35 | 1,62 | 1,51 | 1,62 | 0,67 | 1 790    | 59,51                |
| Vila Nova         | 34,65 | 34,25 | 15,94 | 2,95 | 2,76 | 1,18 | 0,59 | 1,77 | 1,18 | 508      | 69,12                |
| Miranda do Corvo  | 33,02 | 31,62 | 17,12 | 3,62 | 2,78 | 2,15 | 2,12 | 1,87 | 1,11 | 6 468    | 60,50                |

### Montemor-o-Velho
| Partido                 | Partido                                  | Votos  | %               | +/-  |
| ----------------------- | ---------------------------------------- | ------ | --------------- | ---- |
|                         | AD - Coligação PSD/CDS                   | 4 221  | 31,33 / 100,00  | 4,71 |
|                         | Partido Socialista                       | 3 509  | 26,05 / 100,00  | 6,48 |
|                         | Chega                                    | 3 248  | 24,11 / 100,00  | 3,39 |
|                         | Iniciativa Liberal                       | 575    | 4,27 / 100,00   | 0,07 |
|                         | Livre                                    | 402    | 2,98 / 100,00   | 0,92 |
|                         | Coligação Democrática Unitária (PCP-PEV) | 311    | 2,31 / 100,00   | 0,44 |
|                         | Bloco de Esquerda                        | 264    | 1,96 / 100,00   | 2,58 |
|                         | Alternativa Democrática Nacional         | 228    | 1,69 / 100,00   | 0,62 |
|                         | Outros (com menos de 1,00%)              | 311    | 2,31 / 100,00   |      |
| Votos Inválidos         | Votos Inválidos                          | 403    | 2,99 / 100,00   | 0,15 |
| Total                   | Total                                    | 13 472 | 100,00 / 100,00 |      |
| Eleitorado/Participação | Eleitorado/Participação                  | 21 627 | 62,29 / 100,00  | 3,53 |

| Freguesia                                | %     | %     | %     | %    | %    | %    | %    | %    | Votantes | Taxa de Participação |
| Freguesia                                | AD    | PS    | CH    | IL   | L    | CDU  | BE   | ADN  | Votantes | Taxa de Participação |
| ---------------------------------------- | ----- | ----- | ----- | ---- | ---- | ---- | ---- | ---- | -------- | -------------------- |
| Freguesia                                |       |       |       |      |      |      |      |      | Votantes | Taxa de Participação |
| Abrunheira, Verride e Vila Nova da Barca | 25,00 | 36,28 | 19,97 | 2,04 | 2,45 | 4,21 | 3,80 | 2,04 | 736      | 63,23                |
| Arazede                                  | 35,66 | 20,32 | 27,35 | 3,17 | 1,91 | 1,32 | 1,25 | 1,99 | 2 717    | 58,47                |
| Carapinheira                             | 35,28 | 23,59 | 25,79 | 4,82 | 1,97 | 2,85 | 1,02 | 1,46 | 1 369    | 55,67                |
| Ereira                                   | 22,09 | 39,83 | 17,15 | 4,65 | 2,03 | 3,20 | 3,78 | 2,33 | 344      | 64,42                |
| Liceia                                   | 27,93 | 22,64 | 31,90 | 3,97 | 1,65 | 3,31 | 1,49 | 1,82 | 605      | 63,62                |
| Meãs do Campo                            | 36,49 | 25,49 | 27,78 | 2,07 | 1,42 | 0,65 | 1,96 | 1,31 | 918      | 62,58                |
| Montemor-o-Velho e Gatões                | 31,04 | 23,57 | 23,41 | 5,82 | 4,29 | 2,03 | 2,97 | 1,70 | 1 820    | 61,22                |
| Pereira                                  | 27,18 | 31,22 | 19,29 | 6,09 | 5,07 | 2,24 | 1,95 | 1,07 | 2 053    | 69,66                |
| Santo Varão                              | 25,35 | 33,07 | 19,97 | 4,60 | 3,99 | 4,95 | 2,26 | 1,22 | 1 152    | 70,59                |
| Seixo de Gatões                          | 35,51 | 18,69 | 26,17 | 4,41 | 3,74 | 1,74 | 2,27 | 2,27 | 749      | 64,79                |
| Tentúgal                                 | 32,11 | 26,56 | 24,78 | 3,17 | 1,88 | 1,49 | 1,09 | 2,38 | 1 009    | 59,46                |
| Montemor-o-Velho                         | 31,33 | 26,05 | 24,11 | 4,27 | 2,98 | 2,31 | 1,96 | 1,69 | 13 472   | 62,29                |

### Oliveira do Hospital
| Partido                 | Partido                                  | Votos  | %               | +/-  |
| ----------------------- | ---------------------------------------- | ------ | --------------- | ---- |
|                         | AD - Coligação PSD/CDS                   | 4 534  | 41,18 / 100,00  | 5,80 |
|                         | Partido Socialista                       | 2 867  | 26,04 / 100,00  | 5,89 |
|                         | Chega                                    | 2 049  | 18,61 / 100,00  | 1,96 |
|                         | Alternativa Democrática Nacional         | 268    | 2,43 / 100,00   | 1,02 |
|                         | Iniciativa Liberal                       | 261    | 2,37 / 100,00   | 0,05 |
|                         | Livre                                    | 253    | 2,30 / 100,00   | 0,66 |
|                         | Coligação Democrática Unitária (PCP-PEV) | 160    | 1,45 / 100,00   | 0,37 |
|                         | Bloco de Esquerda                        | 127    | 1,15 / 100,00   | 1,80 |
|                         | Outros (com menos de 1,00%)              | 165    | 1,50 / 100,00   |      |
| Votos Inválidos         | Votos Inválidos                          | 327    | 2,97 / 100,00   | 0,59 |
| Total                   | Total                                    | 11 011 | 100,00 / 100,00 |      |
| Eleitorado/Participação | Eleitorado/Participação                  | 17 094 | 64,41 / 100,00  | 2,55 |

| Freguesia                                   | %     | %     | %     | %    | %    | %    | %    | %    | Votantes | Taxa de Participação |
| Freguesia                                   | AD    | PS    | CH    | ADN  | IL   | L    | CDU  | BE   | Votantes | Taxa de Participação |
| ------------------------------------------- | ----- | ----- | ----- | ---- | ---- | ---- | ---- | ---- | -------- | -------------------- |
| Freguesia                                   |       |       |       |      |      |      |      |      | Votantes | Taxa de Participação |
| Aldeia das Dez                              | 41,70 | 28,19 | 18,53 | 2,70 | 1,93 | 1,93 | 0,77 | 0    | 259      | 66,58                |
| Alvoco das Várzeas                          | 31,55 | 42,78 | 13,90 | 3,74 | 0,53 | 1,07 | 2,14 | 0,53 | 187      | 77,27                |
| Avô                                         | 43,65 | 28,57 | 21,03 | 1,19 | 0,40 | 0,79 | 0,79 | 0    | 252      | 63,00                |
| Bobadela                                    | 37,69 | 24,36 | 26,15 | 2,31 | 1,03 | 1,54 | 2,31 | 1,03 | 390      | 70,02                |
| Ervedal e Vila Franca da Beira              | 30,83 | 27,43 | 22,57 | 2,21 | 1,47 | 3,10 | 5,31 | 1,92 | 678      | 59,37                |
| Lagares da Beira                            | 34,83 | 30,86 | 21,19 | 2,12 | 1,72 | 1,46 | 0,79 | 1,19 | 755      | 62,81                |
| Lagos da Beira e Lajeosa                    | 42,71 | 31,29 | 15,43 | 2,29 | 1,57 | 1,29 | 0,57 | 0,43 | 700      | 67,57                |
| Lourosa                                     | 42,55 | 22,19 | 22,80 | 1,22 | 1,82 | 1,22 | 0,91 | 2,43 | 329      | 65,80                |
| Meruge                                      | 30,95 | 32,94 | 17,46 | 3,17 | 1,19 | 2,38 | 6,75 | 0,79 | 252      | 60,14                |
| Nogueira do Cravo                           | 46,42 | 21,99 | 16,60 | 3,12 | 3,20 | 2,19 | 1,35 | 0,93 | 1 187    | 61,92                |
| Oliveira do Hospital e São Paio de Gramaços | 42,46 | 24,74 | 17,87 | 2,03 | 3,42 | 3,19 | 1,16 | 1,28 | 3 448    | 67,58                |
| Penalva de Alva e São Sebastião da Feira    | 42,91 | 33,16 | 11,70 | 1,60 | 1,24 | 2,84 | 1,42 | 1,24 | 564      | 65,96                |
| Santa Ovaia e Vila Pouca da Beira           | 42,80 | 24,34 | 19,47 | 2,23 | 2,64 | 0,81 | 0,61 | 1,62 | 493      | 70,13                |
| São Gião                                    | 47,51 | 26,70 | 12,22 | 2,71 | 1,36 | 0,90 | 0,90 | 0,45 | 221      | 66,57                |
| Seixo da Beira                              | 42,63 | 17,83 | 23,32 | 2,01 | 3,22 | 2,68 | 0,67 | 1,21 | 746      | 54,77                |
| Travanca de Lagos                           | 41,82 | 25,45 | 18,91 | 4,73 | 2,36 | 1,64 | 0,55 | 1,27 | 550      | 58,76                |
| Oliveira do Hospital                        | 41,18 | 26,04 | 18,61 | 2,43 | 2,37 | 2,30 | 1,45 | 1,15 | 11 011   | 64,41                |

### Pampilhosa da Serra
| Partido                 | Partido                          | Votos | %               | +/-   |
| ----------------------- | -------------------------------- | ----- | --------------- | ----- |
|                         | AD - Coligação PSD/CDS           | 805   | 42,01 / 100,00  | 7,36  |
|                         | Partido Socialista               | 556   | 29,02 / 100,00  | 10,04 |
|                         | Chega                            | 331   | 17,28 / 100,00  | 2,52  |
|                         | Alternativa Democrática Nacional | 47    | 2,45 / 100,00   | 1,07  |
|                         | Livre                            | 26    | 1,36 / 100,00   | 0,44  |
|                         | Iniciativa Liberal               | 21    | 1,10 / 100,00   | 0,39  |
|                         | Outros (com menos de 1,00%)      | 62    | 3,24 / 100,00   |       |
| Votos Inválidos         | Votos Inválidos                  | 68    | 3,55 / 100,00   | 0,89  |
| Total                   | Total                            | 1 916 | 100,00 / 100,00 |       |
| Eleitorado/Participação | Eleitorado/Participação          | 3 268 | 58,63 / 100,00  | 0,37  |

| Freguesia                | %     | %     | %     | %    | %    | %    | Votantes | Taxa de Participação |
| Freguesia                | AD    | PS    | CH    | ADN  | L    | IL   | Votantes | Taxa de Participação |
| ------------------------ | ----- | ----- | ----- | ---- | ---- | ---- | -------- | -------------------- |
| Freguesia                |       |       |       |      |      |      | Votantes | Taxa de Participação |
| Cabril                   | 45,80 | 29,01 | 11,45 | 2,29 | 2,29 | 2,29 | 131      | 61,21                |
| Dornelas do Zêzere       | 33,88 | 28,10 | 26,03 | 3,31 | 0,83 | 0,41 | 242      | 52,84                |
| Fajão - Vidual           | 48,00 | 24,67 | 11,33 | 4,00 | 0    | 1,33 | 150      | 64,10                |
| Janeiro de Baixo         | 41,33 | 32,47 | 16,61 | 4,43 | 1,48 | 1,11 | 271      | 53,03                |
| Pampilhosa da Serra      | 37,97 | 31,16 | 19,52 | 1,21 | 1,82 | 0,91 | 661      | 62,77                |
| Pessegueiro              | 57,89 | 22,37 | 10,53 | 3,95 | 1,32 | 1,32 | 76       | 57,14                |
| Portela do Fojo - Machio | 48,89 | 25,00 | 13,33 | 0,56 | 2,22 | 0    | 180      | 62,50                |
| Unhais-o-Velho           | 46,83 | 27,80 | 14,63 | 2,93 | 0    | 2,44 | 205      | 54,38                |
| Pampilhosa da Serra      | 42,01 | 29,02 | 17,28 | 2,45 | 1,36 | 1,10 | 1 916    | 58,63                |

### Penacova
| Partido                 | Partido                                  | Votos  | %               | +/-  |
| ----------------------- | ---------------------------------------- | ------ | --------------- | ---- |
|                         | AD - Coligação PSD/CDS                   | 2 932  | 39,49 / 100,00  | 5,82 |
|                         | Partido Socialista                       | 2 145  | 28,89 / 100,00  | 7,00 |
|                         | Chega                                    | 1 238  | 16,68 / 100,00  | 2,22 |
|                         | Iniciativa Liberal                       | 235    | 3,17 / 100,00   | 0,24 |
|                         | Coligação Democrática Unitária (PCP-PEV) | 170    | 2,29 / 100,00   | 0,11 |
|                         | Livre                                    | 165    | 2,22 / 100,00   | 0,55 |
|                         | Alternativa Democrática Nacional         | 119    | 1,60 / 100,00   | 0,47 |
|                         | Outros (com menos de 1,00%)              | 181    | 2,42 / 100,00   |      |
| Votos Inválidos         | Votos Inválidos                          | 239    | 3,22 / 100,00   | 0,05 |
| Total                   | Total                                    | 7 424  | 100,00 / 100,00 |      |
| Eleitorado/Participação | Eleitorado/Participação                  | 12 786 | 58,06 / 100,00  | 3,56 |

| Freguesia                                 | %     | %     | %     | %    | %    | %    | %    | Votantes | Taxa de Participação |
| Freguesia                                 | AD    | PS    | CH    | IL   | CDU  | L    | ADN  | Votantes | Taxa de Participação |
| ----------------------------------------- | ----- | ----- | ----- | ---- | ---- | ---- | ---- | -------- | -------------------- |
| Freguesia                                 |       |       |       |      |      |      |      | Votantes | Taxa de Participação |
| Carvalho                                  | 45,12 | 25,30 | 20,43 | 1,83 | 0,61 | 0,30 | 2,44 | 328      | 46,13                |
| Figueira de Lorvão                        | 38,40 | 29,44 | 17,55 | 3,24 | 1,20 | 2,79 | 1,66 | 1 328    | 58,94                |
| Friúmes e Paradela                        | 46,44 | 27,00 | 14,69 | 2,38 | 0,43 | 2,38 | 1,08 | 463      | 66,05                |
| Lorvão                                    | 34,08 | 30,09 | 18,62 | 3,55 | 3,71 | 2,57 | 1,75 | 1 831    | 58,61                |
| Oliveira do Mondego e Travanca do Mondego | 38,97 | 22,66 | 19,68 | 2,19 | 5,17 | 2,19 | 1,99 | 503      | 54,44                |
| Penacova                                  | 37,81 | 34,44 | 13,93 | 3,42 | 2,34 | 2,03 | 1,27 | 1 579    | 57,90                |
| São Pedro de Alva e São Paio do Mondego   | 49,37 | 21,92 | 14,72 | 3,34 | 1,67 | 1,57 | 1,98 | 958      | 57,13                |
| Sazes do Lorvão                           | 38,94 | 32,95 | 15,90 | 3,00 | 0,69 | 2,53 | 0,69 | 434      | 64,87                |
| Penacova                                  | 39,49 | 28,89 | 16,68 | 3,17 | 2,29 | 2,22 | 1,60 | 7 424    | 58,06                |

### Penela
| Partido                 | Partido                          | Votos | %               | +/-  |
| ----------------------- | -------------------------------- | ----- | --------------- | ---- |
|                         | AD - Coligação PSD/CDS           | 1 166 | 41,72 / 100,00  | 6,36 |
|                         | Partido Socialista               | 690   | 24,69 / 100,00  | 6,48 |
|                         | Chega                            | 493   | 17,64 / 100,00  | 1,64 |
|                         | Iniciativa Liberal               | 86    | 3,08 / 100,00   | 0,08 |
|                         | Livre                            | 74    | 2,65 / 100,00   | 0,76 |
|                         | Alternativa Democrática Nacional | 60    | 2,15 / 100,00   | 0,64 |
|                         | Bloco de Esquerda                | 57    | 2,04 / 100,00   | 1,64 |
|                         | Pessoas–Animais–Natureza         | 32    | 1,14 / 100,00   | 0,20 |
|                         | Outros (com menos de 1,00%)      | 34    | 1,22 / 100,00   |      |
| Votos Inválidos         | Votos Inválidos                  | 103   | 3,68 / 100,00   | 0,06 |
| Total                   | Total                            | 2 795 | 100,00 / 100,00 |      |
| Eleitorado/Participação | Eleitorado/Participação          | 4 658 | 60,00 / 100,00  | 2,21 |

| Freguesia                           | %     | %     | %     | %    | %    | %    | %    | %    | Votantes | Taxa de Participação |
| Freguesia                           | AD    | PS    | CH    | IL   | L    | ADN  | BE   | PAN  | Votantes | Taxa de Participação |
| ----------------------------------- | ----- | ----- | ----- | ---- | ---- | ---- | ---- | ---- | -------- | -------------------- |
| Freguesia                           |       |       |       |      |      |      |      |      | Votantes | Taxa de Participação |
| Cumeeira                            | 44,23 | 23,65 | 16,73 | 1,73 | 1,73 | 2,50 | 2,31 | 0,77 | 520      | 65,91                |
| Espinhal                            | 36,59 | 33,83 | 14,79 | 1,75 | 3,01 | 2,51 | 0,75 | 2,76 | 399      | 64,35                |
| Podentes                            | 41,73 | 19,92 | 22,56 | 3,01 | 2,26 | 2,26 | 1,88 | 1,13 | 266      | 65,68                |
| São Miguel, Santa Eufémia e Rabaçal | 42,17 | 23,54 | 17,83 | 3,85 | 2,92 | 1,93 | 2,30 | 0,87 | 1 610    | 56,61                |
| Penela                              | 41,72 | 24,69 | 17,64 | 3,08 | 2,65 | 2,15 | 2,04 | 1,14 | 2 795    | 60,00                |

### Soure
| Partido                 | Partido                                  | Votos  | %               | +/-     |
| ----------------------- | ---------------------------------------- | ------ | --------------- | ------- |
|                         | Partido Socialista                       | 3 139  | 31,98 / 100,00  | 6,28    |
|                         | AD - Coligação PSD/CDS                   | 2 847  | 29,01 / 100,00  | 4,73    |
|                         | Chega                                    | 1 998  | 20,36 / 100,00  | 2,62    |
|                         | Iniciativa Liberal                       | 349    | 3,56 / 100,00   | 0,03    |
|                         | Livre                                    | 322    | 3,28 / 100,00   | 0,96    |
|                         | Coligação Democrática Unitária (PCP-PEV) | 252    | 2,57 / 100,00   | 0,20    |
|                         | Alternativa Democrática Nacional         | 209    | 2,13 / 100,00   | 1,26    |
|                         | Bloco de Esquerda                        | 194    | 1,98 / 100,00   | 2,42    |
|                         | Outros (com menos de 1,00%)              | 159    | 1,61 / 100,00   |         |
| Votos Inválidos         | Votos Inválidos                          | 345    | 3,51 / 100,00   | Estável |
| Total                   | Total                                    | 9 814  | 100,00 / 100,00 |         |
| Eleitorado/Participação | Eleitorado/Participação                  | 15 755 | 62,29 / 100,00  | 2,10    |

| Freguesia              | %     | %     | %     | %    | %    | %    | %    | %    | Votantes | Taxa de Participação |
| Freguesia              | PS    | AD    | CH    | IL   | L    | CDU  | ADN  | BE   | Votantes | Taxa de Participação |
| ---------------------- | ----- | ----- | ----- | ---- | ---- | ---- | ---- | ---- | -------- | -------------------- |
| Freguesia              |       |       |       |      |      |      |      |      | Votantes | Taxa de Participação |
| Alfarelos              | 32,95 | 23,45 | 18,71 | 4,89 | 5,32 | 7,05 | 0,86 | 3,60 | 695      | 66,13                |
| Degracias e Pombalinho | 21,65 | 50,00 | 14,96 | 1,76 | 1,41 | 0,35 | 4,23 | 1,58 | 568      | 54,35                |
| Figueiró do Campo      | 38,14 | 23,21 | 18,44 | 1,88 | 3,89 | 4,64 | 2,76 | 1,38 | 797      | 68,41                |
| Gesteira e Brunhós     | 36,61 | 28,60 | 18,58 | 2,37 | 1,82 | 1,46 | 1,46 | 1,64 | 549      | 63,32                |
| Granja do Ulmeiro      | 35,32 | 23,48 | 20,60 | 3,58 | 3,68 | 4,28 | 1,09 | 1,99 | 1 005    | 64,01                |
| Samuel                 | 33,33 | 28,38 | 18,32 | 2,70 | 3,75 | 3,15 | 2,55 | 2,25 | 666      | 65,49                |
| Soure                  | 31,01 | 28,30 | 22,56 | 4,08 | 3,19 | 1,67 | 2,19 | 1,99 | 4 070    | 60,56                |
| Tapéus                 | 16,23 | 49,74 | 15,71 | 3,14 | 3,14 | 0,52 | 4,19 | 1,57 | 191      | 64,75                |
| Vila Nova de Anços     | 40,51 | 22,60 | 18,44 | 4,52 | 3,07 | 3,98 | 1,27 | 1,63 | 553      | 65,29                |
| Vinha da Rainha        | 26,11 | 36,25 | 21,53 | 3,61 | 2,92 | 0,14 | 2,36 | 1,67 | 720      | 61,17                |
| Soure                  | 31,98 | 29,01 | 20,36 | 3,56 | 3,28 | 2,57 | 2,13 | 1,98 | 9 814    | 62,29                |

### Tábua
| Partido                 | Partido                                  | Votos  | %               | +/-  |
| ----------------------- | ---------------------------------------- | ------ | --------------- | ---- |
|                         | AD - Coligação PSD/CDS                   | 2 498  | 40,75 / 100,00  | 6,31 |
|                         | Partido Socialista                       | 1 527  | 24,91 / 100,00  | 7,25 |
|                         | Chega                                    | 1 255  | 20,47 / 100,00  | 2,64 |
|                         | Iniciativa Liberal                       | 171    | 2,79 / 100,00   | 0,43 |
|                         | Alternativa Democrática Nacional         | 153    | 2,50 / 100,00   | 0,93 |
|                         | Livre                                    | 115    | 1,88 / 100,00   | 0,61 |
|                         | Coligação Democrática Unitária (PCP-PEV) | 92     | 1,50 / 100,00   | 0,61 |
|                         | Outros (com menos de 1,00%)              | 148    | 2,42 / 100,00   |      |
| Votos Inválidos         | Votos Inválidos                          | 171    | 2,79 / 100,00   | 0,30 |
| Total                   | Total                                    | 6 130  | 100,00 / 100,00 |      |
| Eleitorado/Participação | Eleitorado/Participação                  | 10 090 | 60,75 / 100,00  | 2,76 |

| Freguesia                         | %     | %     | %     | %    | %    | %    | %    | Votantes | Taxa de Participação |
| Freguesia                         | AD    | PS    | CH    | IL   | ADN  | L    | CDU  | Votantes | Taxa de Participação |
| --------------------------------- | ----- | ----- | ----- | ---- | ---- | ---- | ---- | -------- | -------------------- |
| Freguesia                         |       |       |       |      |      |      |      | Votantes | Taxa de Participação |
| Ázere e Covelo                    | 39,90 | 25,00 | 20,45 | 1,77 | 3,79 | 1,77 | 2,78 | 396      | 52,31                |
| Candosa                           | 39,94 | 34,11 | 16,62 | 0,29 | 0,87 | 0,87 | 1,17 | 343      | 59,86                |
| Carapinha                         | 53,54 | 14,14 | 17,17 | 1,52 | 3,03 | 1,52 | 1,01 | 198      | 64,08                |
| Covas e Vila Nova de Oliveirinha  | 44,98 | 24,43 | 19,09 | 1,78 | 2,91 | 1,62 | 1,62 | 618      | 58,69                |
| Espariz e Sinde                   | 39,59 | 27,95 | 22,70 | 1,50 | 2,81 | 0,94 | 0,56 | 533      | 65,00                |
| Midões                            | 37,71 | 30,06 | 19,31 | 2,40 | 1,60 | 1,49 | 1,71 | 875      | 61,84                |
| Mouronho                          | 50,80 | 16,63 | 16,40 | 2,05 | 2,51 | 2,96 | 1,59 | 439      | 65,52                |
| Pinheiro de Coja e Meda de Mouros | 39,39 | 21,97 | 25,38 | 2,65 | 3,03 | 1,89 | 1,52 | 264      | 60,69                |
| Póvoa de Midões                   | 41,36 | 28,47 | 14,92 | 4,07 | 5,42 | 1,36 | 0,34 | 295      | 61,33                |
| São João da Boa Vista             | 30,74 | 35,02 | 19,46 | 1,56 | 4,28 | 1,56 | 2,72 | 257      | 67,99                |
| Tábua                             | 39,23 | 21,71 | 23,12 | 4,60 | 1,88 | 2,51 | 1,46 | 1 912    | 59,77                |
| Tábua                             | 40,75 | 24,91 | 20,47 | 2,79 | 2,50 | 1,88 | 1,50 | 6 130    | 60,75                |

### Vila Nova de Poiares
| Partido                 | Partido                                  | Votos | %               | +/-  |
| ----------------------- | ---------------------------------------- | ----- | --------------- | ---- |
|                         | AD - Coligação PSD/CDS                   | 1 349 | 37,61 / 100,00  | 3,95 |
|                         | Partido Socialista                       | 826   | 23,03 / 100,00  | 5,68 |
|                         | Chega                                    | 792   | 22,08 / 100,00  | 2,92 |
|                         | Iniciativa Liberal                       | 126   | 3,51 / 100,00   | 0,37 |
|                         | Livre                                    | 96    | 2,68 / 100,00   | 0,83 |
|                         | Coligação Democrática Unitária (PCP-PEV) | 81    | 2,26 / 100,00   | 0,21 |
|                         | Alternativa Democrática Nacional         | 57    | 1,59 / 100,00   | 0,79 |
|                         | Bloco de Esquerda                        | 52    | 1,45 / 100,00   | 2,17 |
|                         | Pessoas–Animais–Natureza                 | 46    | 1,28 / 100,00   | 0,11 |
|                         | Outros (com menos de 1,00%)              | 33    | 0,92 / 100,00   |      |
| Votos Inválidos         | Votos Inválidos                          | 129   | 3,60 / 100,00   | 0,32 |
| Total                   | Total                                    | 3 587 | 100,00 / 100,00 |      |
| Eleitorado/Participação | Eleitorado/Participação                  | 6 223 | 57,64 / 100,00  | 2,82 |

| Freguesia             | %     | %     | %     | %    | %    | %    | %    | %    | %    | Votantes | Taxa de Participação |
| Freguesia             | AD    | PS    | CH    | IL   | L    | CDU  | ADN  | BE   | PAN  | Votantes | Taxa de Participação |
| --------------------- | ----- | ----- | ----- | ---- | ---- | ---- | ---- | ---- | ---- | -------- | -------------------- |
| Freguesia             |       |       |       |      |      |      |      |      |      | Votantes | Taxa de Participação |
| Arrifana              | 43,55 | 22,01 | 20,28 | 2,04 | 1,89 | 2,04 | 1,89 | 1,42 | 1,10 | 636      | 52,78                |
| Lavegadas             | 35,43 | 34,65 | 10,24 | 2,36 | 6,30 | 2,36 | 1,57 | 0,79 | 0,79 | 127      | 72,16                |
| Poiares (Santo André) | 36,90 | 21,47 | 22,87 | 3,70 | 3,04 | 2,29 | 1,64 | 1,64 | 1,26 | 2 138    | 57,71                |
| São Miguel de Poiares | 34,69 | 26,68 | 23,47 | 4,52 | 1,60 | 2,33 | 1,17 | 1,02 | 1,60 | 686      | 60,33                |
| Vila Nova de Poiares  | 37,61 | 23,03 | 22,08 | 3,51 | 2,68 | 2,26 | 1,59 | 1,45 | 1,28 | 3 587    | 57,64                |

## Lista de Deputados Eleitos
A lista apresentada é conforme a aplicação do Método D'Hondt:
| N.º | Nome                                                  | Partido | Partido            | Partido                          | Quociente |
| --- | ----------------------------------------------------- | ------- | ------------------ | -------------------------------- | --------- |
| 1   | Rita Fragoso de Rhodes Alarcão Júdice de Abreu e Mota |         |                    | AD - Coligação PSD/CDS (PPD/PSD) | 79524     |
| 2   | Pedro Delgado Alves                                   |         | Partido Socialista | Partido Socialista               | 63348     |
| 3   | Paulo Jorge Rodrigues Nogueira Seco                   |         | Chega              | Chega                            | 42527     |
| 4   | Maurício Teixeira Marques                             |         |                    | AD - Coligação PSD/CDS (PPD/PSD) | 39762     |
| 5   | Rosa Isabel da Cruz                                   |         | Partido Socialista | Partido Socialista               | 31674     |
| 6   | Pedro Manuel Monteiro Machado                         |         |                    | AD - Coligação PSD/CDS (PPD/PSD) | 26508     |
| 7   | Eliseu da Costa Neves                                 |         | Chega              | Chega                            | 21263,5   |
| 8   | Pedro Artur Barreirinhas Sales Guedes Coimbra         |         | Partido Socialista | Partido Socialista               | 21116     |
| 9   | Ana Elisabete Laborda Oliveira                        |         |                    | AD - Coligação PSD/CDS (PPD/PSD) | 19881     |